# موريس كوتور
موريس كوتور هو كاهن كاثوليكي كندي، ولد في 3 نوفمبر 1926 في Saint-Pierre-de-Broughton ‏ في كندا، وتوفي في 19 يناير 2018 في مدينة كيبك في كندا.